# 구 파리 대학교
파리 대학교(Université de Paris)는 중세 대학 가운데 가장 중요하고 오래된 대학 가운데 하나이다. 12세기 중엽에 개교한 파리 대학교는 1200년 필리프 2세 오귀스트와 1215년 교황 인노켄티우스 3세에 의하여 재공인되었다. 파리 대학교는 특히 철학과 신학 분야에 있어 급속도로 큰 명성을 얻게 되었다. 파리 센강 좌변에 위치한 전 대학들의 연합으로 형성된 파리 대학교는 성직자들의 교육을 제공하였는데, 즉 국왕 기관(국가 자문회, 의회, 법원, 재무회, 세금 징수회 등)과 성직계(교육, 의원, 도서관, 연구, 주교, 수도원장 등)의 행정 관료 및 핵심 인물들을 키워냈다. 파리 대학교는 근대 동안 긴 쇠락의 시기를 거치며 1793년 폐교되었다.

## 역사

### 기원
“巴里師弟大學”(universitas magistrorum et scholarium)은 맨 처음은 노트르담 신학 대학의 부속으로서 1150년경 파리 교수들과 학생들의 단체였다.

### 교수들과 학생들의 조합

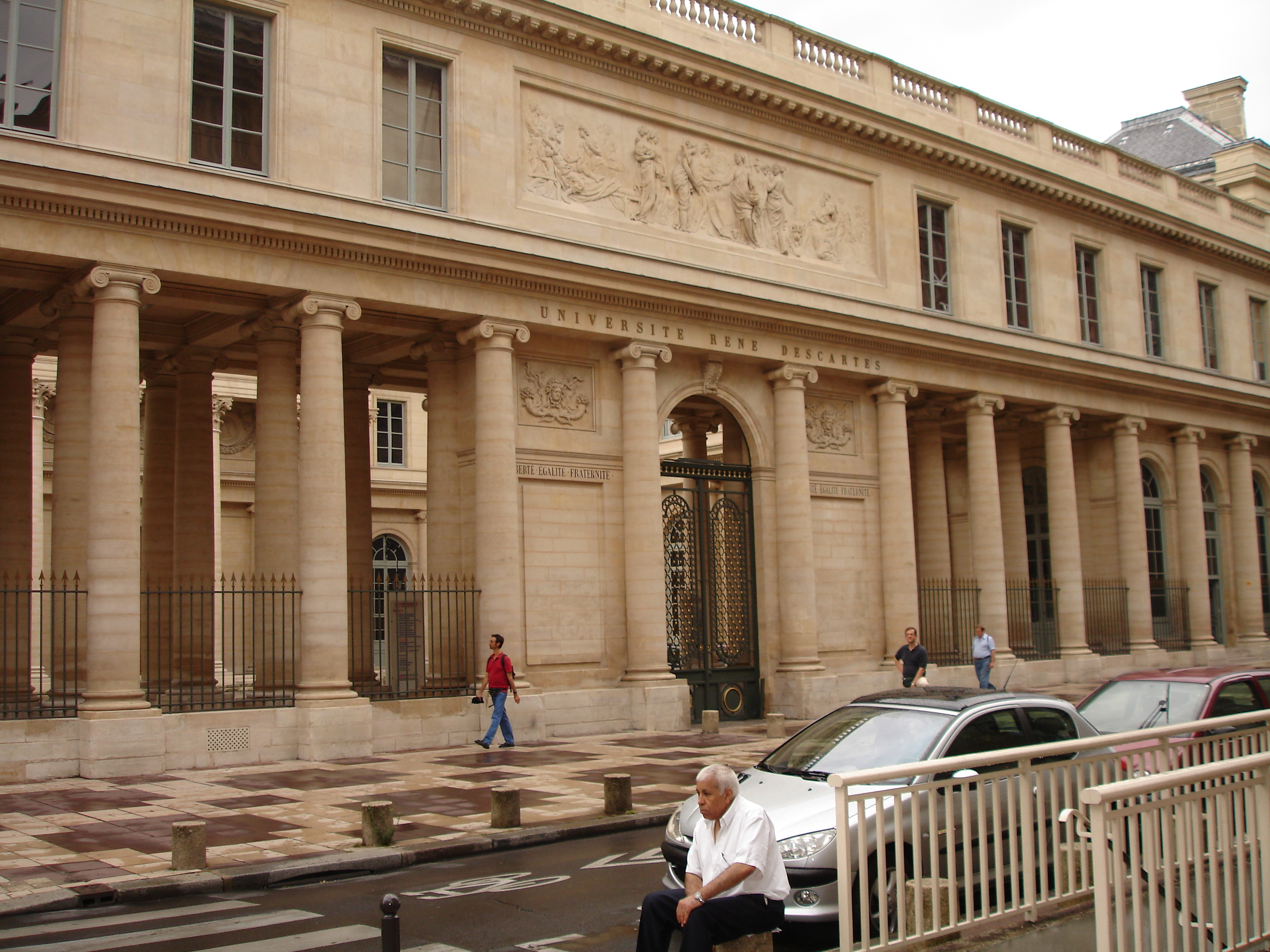
파리5대학교

파리의 교수와 학생 연합 (라틴어: L’Universitas magistrorum et scholarium Parisiensis)은 12세기 초에는 파리에 있는 교수들과 학생들의 조합 형태였다. 파리 대학교에게 공식적인 지위를 준 첫 번째 문서는 1200년 필리프 2세가 대학에 속한 사람들에게 교회법에 관해서 특혜를 준다는 문서였다. 대학에 속한 사람들은 성직자처럼 여겨졌다.

### 13세기부터 14세기까지
파리 대학교는 볼로냐 대학교, 옥스퍼드 대학교, 케임브리지 대학교, 살라망카 대학교, 몽펠리에 대학교, 툴루즈 대학교와 더불어 유럽의 가장 오래된 대학교 가운데 하나였다.

### 단과대학교
예전에 파리 대학에서 공부했던 교황 인노첸시오 3세에게 1215년 칙서를 받으면서 인정을 받고 교황 그레고리오 9세에게 1231년 다시 한 번 인정을 받았다. 대학은 교회법, 의학, 신학, 자유 인문 4개의 단과 대학으로 이뤄졌다. 학생들의 숙소와 학교 관리자들의 구성은 콜레즈라고 불린 신자들의 모임 안에서 이뤄졌다. 12세기와 13세기, 이시기에 파리 대학교, 볼로냐 대학교, 옥스퍼드 대학교, 케임브리지 대학교, 툴루즈 대학교, 몽펠리에 대학교, 살라망카 대학교과 같은 유럽의 첫 번째 대학들이 생겨나기 시작했다. 

### 논쟁 참여
파리 대학은 도덕적인 권한을 행사하는 것에 늦지 않았다. 파리 대학교의 박사들은 로마 교황청의 면죄부 판매 문제와 같은 유명한 논쟁들에 대해 자신들의 의견을 나타냈고, 서방 교회의 분열기 (1378년 ~1417년) 중에도 중요한 역할을 했다. 파리 대학의 총장이었던 장 드 게르송 (Jean de Gerson) 이 서방 교회의 분열의 마침표를 찍은 콘스탄츠 공의회 (1414년 ~ 1418년)를 이끌었다. 백년 전쟁 중, 빠리대학은 잉글랜드와 부르고뉴를 지지했고 잔 다르크에 대한 법 집행 (1431년) 에 동의했다.

### 학생들의 파업투쟁
15세기, 파리 대학은 자주 파업을 했다. 1443년 3달,  1444년 9월부터 1445년 3월까지 6개월간은 대학의 세금 면제를 위해서 파업을 했다. 1446년까지, 학생들은 대학의 형법 아래에 있었다. 하지만 학생들은 왕의 법관들로부터 자주 제지를 받았다. 이런 경우 총장은 최고법원에 가서 학생이 대학의 법으로 심판 받을 것을 부탁했고 만약 왕의 법관이 거절을 하면 대학은 파업을 했다. 15세기 말은 파리 대학에게 어려운 기간의 시작으로 기억된다. 샤를 7세가 1446년 대학의 사법권을 파리 고등 법원에 종속시켰고 이것은 대학생들의 폭력투쟁을 불러왔다. 1453년 파리대학교의 학생이었던 레몽 드 모르가르가 법정 소속 군인에게 죽임을 당하고, 대학교는 여러 달 동안 파업투쟁을 한다.

### 특권들을 잃다
파리대학교는 1516년 프랑수와 1세에 의해 서명된 볼로냐 정교 협약(프랑스어: Concordat de Bologne)을 반대한다. 위그노 전쟁이전 1530년 설립된 콜레주 드 프랑스와 16세기에 출현한 로마 가톨릭 수도공동체인 예수회는 파리 대학교와 경쟁을 하게 되었다. 1600년 앙리 4세은 파리 대학교가 가지고 있었던 특권들을 없앴다.

### 루이 14세에 종속되다
프롱드의 난 중 왕과 교회로부터의 독립 시도 이후, 파리 대학교는 루이 14세에 종속된다. 파리대학교는 르네 데카르트와 계몽주의 사상을 금지시킨다.

### 프랑스 혁명
프랑스 혁명 중 파리 대학교는 자취를 감춘다. 1792년 신학대학과 대학 법정이 폐쇄되고 이후 국민 공회에 의해 구체제의 파리 대학교가 완전히 폐쇄된다.
프랑스 혁명 중 문을 닫았던 파리 대학교가 1896년 문과대학과 과학 대학, 법과 대학, 의과 대학, 종교 대학, 약학 대학이 연합함으로써 생겨났다.